# Bruno Mancuso
Bruno Mancuso (Sant'Agata di Militello, 23 luglio 1955) è un politico italiano, sindaco di Sant'Agata di Militello dall'11 giugno 2018, dopo esserlo già stato dal 14 giugno 2004 al 19 marzo 2013.

## Biografia

### Le prime due sindacature a Sant’Agata
Medico nefrologo. È stato eletto sindaco del comune di Sant'Agata di Militello nel 2004, sostenuto da una coalizione di liste civiche di centro-sinistra, venendo poi rieletto nel 2009 da una coalizione centrista. 
È stato vicepresidente del Parco dei Nebrodi, Coordinatore del Distretto dei Nebrodi, Presidente dell'Unione dei Nebrodi.

### Elezione a senatore
Alle elezioni politiche del 2013 viene candidato al Senato della Repubblica, nella circoscrizione Sicilia tra le liste del Popolo della Libertà (in decima posizione), venendo eletto senatore della XVII Legislatura.
Tra i suoi interessi politici, vi sono i temi sul mantenimento dello status pubblico dell'acqua e delle sorgenti, per i quali ha elaborato un apposito disegno di legge.
Il 16 novembre 2013, con la sospensione delle attività del Popolo della Libertà, aderisce al Nuovo Centrodestra guidato da Angelino Alfano di cui è tesoriere al Senato.
Il 18 marzo 2017, con lo scioglimento del Nuovo Centrodestra, confluisce in Alternativa Popolare.
Il 3 dicembre 2017, nel corso del 2º congresso nazionale di Fratelli D'Italia - Alleanza Nazionale, viene annunciata l'adesione del Senatore al movimento di Giorgia Meloni, pur rimanendo nel gruppo di AP .
Non viene più ricandidato alle elezioni politiche del 2018.

### Ritorno come Sindaco al comune di Sant’Agata
Terminata l'esperienza di deputato nazionale, per le elezioni amministrative in Italia del 2018 si ricandida a sindaco del proprio paese natìo Sant'Agata di Militello , venendo eletto con il 65,94% dei consensi.
Alle elezioni amministrative in Italia del 2023 si ricandida a Sindaco per un quarto mandato, sostenuto da una lista civica con riferimenti politici di centro-destra; risulterà vincitore con il 58,58% dei consensi che gli consentono di indossare per la quarta volta la fascia tricolore della cittadina tirrenica.